# Luigi Oggioni
Luigi Oggioni, all'anagrafe Luigi Paolo Alcibiade (Caltanissetta, 20 marzo 1892 – Roma, 22 dicembre 1979), è stato un magistrato italiano.

## Biografia
Nato da Carlo e da Ida Bellorini, entrambi comaschi, è stato procuratore generale nella Repubblica di Salò. Successivamente diventa Primo presidente della Corte di cassazione dal 6 ottobre 1959 al 20 marzo 1962.
Venne quindi nominato giudice della Corte costituzionale dal Presidente della Repubblica Giuseppe Saragat il 16 agosto 1966 e ha giurato il 29 settembre 1966.
È stato nominato vicepresidente della Corte il 15 luglio 1975 dal presidente Francesco Paolo Bonifacio. È cessato dalla carica il 29 settembre 1978. È stato presidente del 188 distretto di Roma ovest del Rotary.
È morto a Roma il 22 dicembre 1979.